# Santiago Rodríguez Arenas
Santiago Rodríguez Arenas (Bogotá, 3 de octubre de 1968) es un periodista, actor, humorista y presentador colombiano, más conocido por participar en Francotiradores, Casados con hijos, Roa,  El man es Germán y por ser presentador en Colombia tiene talento, Festival Internacional del Humor y La vuelta al mundo en 80 risas.

## Biografía
Es periodista, graduado de la Universidad Externado de Colombia, fue reportero y cronista de El País de Cali y del periódico El Tiempo. Ha tenido columnas de opinión en medios como Caracol Radio, Revista Aló y Blu Radio.

## Filmografía

### Televisión
| Año       | Título                              | Personaje                                  | Canal              |
| --------- | ----------------------------------- | ------------------------------------------ | ------------------ |
| 2002      | Francisco el Matemático             | Él mismo (1 episodio)                      | Canal RCN          |
| 2004-2006 | Casados con hijos                   | Francisco "Paco" Rocha                     | Caracol Televisión |
| 2007      | Tiempo final                        | Pomo                                       | Fox Channel        |
| 2008      | Novia para dos                      | Elías Picón                                | Canal RCN          |
| 2008      | Mujeres asesinas                    |                                            | Canal RCN          |
| 2008-2009 | Sin retorno                         | Germán                                     | Canal RCN          |
| 2010      | Los caballeros las prefieren brutas | René Campiña                               | Caracol Televisión |
| 2010-2012 | El man es Germán                    | Calixto Eugenio López                      | Canal RCN          |
| 2014      | La playita                          | Sebastián Zorrilla / Calixto Eugenio López | Canal RCN          |

## Programas y/o reality
| Año           | Título                           | Rol          | Canal              |
| ------------- | -------------------------------- | ------------ | ------------------ |
| 2018          | La Vuelta a Rusia en 80 risas    | Presentador  | Caracol Televisión |
| 2018-presente | La Vuelta al Mundo en 80 risas   | Presentador  | Caracol Televisión |
| 2016          | Que camello                      | Participante |                    |
| 2014-2015     | Festival internacional del humor | Presentador  | Caracol Televisión |
| 2012-2013     | Colombia tiene talento           | Presentador  | Canal RCN          |
| 2009-2012     | También Caerás                   | Presentador  | Caracol Televisión |
| 1999-2000     | Francotiradores                  | Presentador  | Canal RCN          |
| 1984          | Festival internacional del humor | Presentador  | Caracol Televisión |

## Cine
| Año  | Título | Personaje            | Nota |
| ---- | ------ | -------------------- | ---- |
| 2013 | Roa    | Jorge Eliecer Gaitán |      |

## Radio
| Año           | Título     | Rol                     | Nota |
| ------------- | ---------- | ----------------------- | ---- |
| 2014-presente | Voz Populi | Imitador y comentarista |      |

## Premios obtenidos

### Como presentador
- India Catalina mejor presentador de variedades por: Francotiradores

### Como actor
- TV y Novelas mejor actor antagónico de serie por: El man es Germán